# Gadang jezik
Gadang jezik (ISO 639-3: gdk), jedan od istočnočadskih jezika podskupine gadang-miltu, velika afrazijska porodica, kojim govori 2 500 ljudi (1997 SIL) u čadskoj regiji Chari-Baguirmi, departman Loug-Chari.
Srodan je jezicima sarua [swy] i miltu [mlj]. U upotrebi je i bagirmi [bmi]. ne smije se brkati s jezikom gaddang [gad] koji se govori na Luzonu u Filipinima.

## Vanjske poveznice
- Ethnologue (14th)
- Ethnologue (15th)